# Jogos Olímpicos Latino-Americanos
Jogos Olímpicos Latino-Americanos, também chamado de Jogos do Centenário, foi uma das competições regionais que vieram a dar forma aos Jogos Pan-Americanos, que acabou unificando-as em 1951, com a realização dos Jogos Pan-Americanos de Buenos Aires.

## História
O Brasil realizou os Jogos Olímpicos Latino-Americanos em 1922, centenário da Independência do Brasil (por isso a alcunha de Jogos do Centenário), graças ao esforço do Fluminense Football Club, clube que introduziu o futebol organizado no Rio de Janeiro, e que cedeu suas instalações e deu apoio financeiro e logístico as competições, sem ajuda governamental.
Para os jogos, o Fluminense ampliou o seu Estádio de Laranjeiras para 25.000 espectadores, também sem ajuda do governo brasileiro e que serviu para o Campeonato Sul Americano de Seleções de Futebol Nacionais, realizado neste mesmo ano, sendo este campeonato, a primeira conquista relevante da Seleção Brasileira de Futebol. 
Participaram dos jogos, as representações do Brasil, Argentina, Uruguai, Chile e México. No desfile inicial, houve a presença de destacamentos das marinhas dos Estados Unidos, da Inglaterra e do Japão.
O público presente a competição alcançou um total de 168.000 pessoas, ano no qual o Rio de Janeiro tinha cerca de 1 milhão e cem mil habitantes.

## Resultados

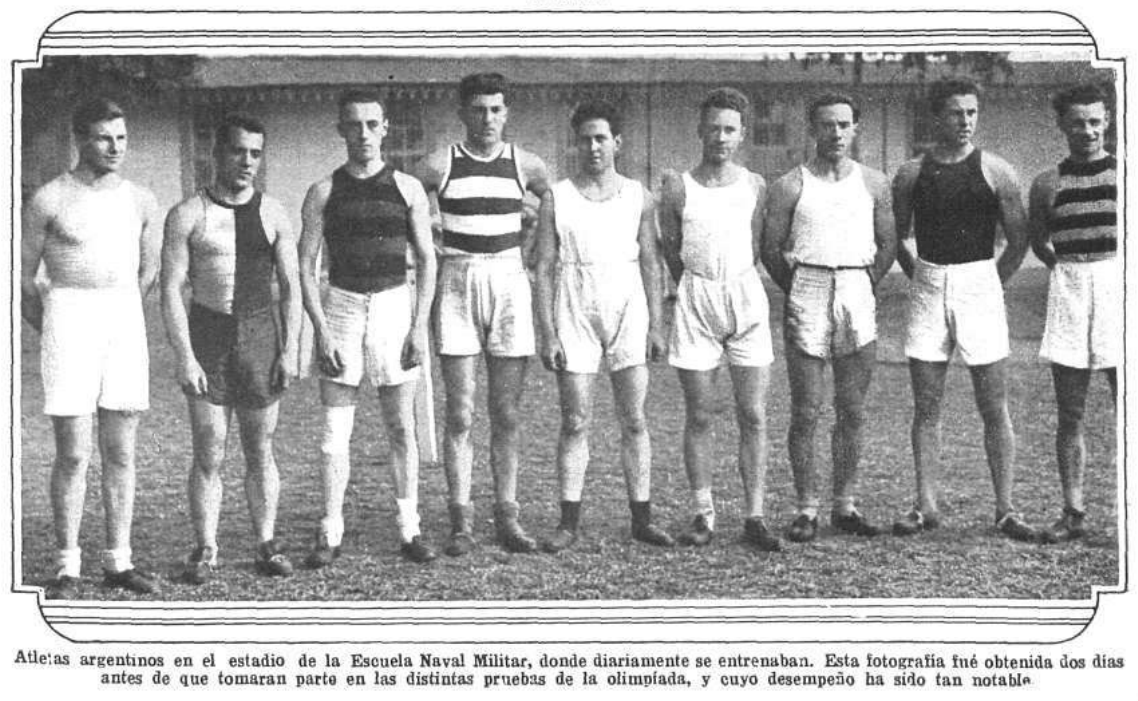
Atletas argentinos que parteciparam dos Jogos Olímpicos Latino-Americanos do Rio de Janeiro em 1922.

Nas competições de atletismo, a Argentina somou 94 pontos, o Chile 87, o Brasil 56 e o Uruguai 51. Luiz Bianchi, no pentatlo e Willy Seewald no arremesso de dardo, conquistaram as únicas duas vitórias do Brasil no Atletismo. Destaque para o chileno Manuel Plaza, ganhador de cinco medalhas de ouro na competição, e que em 1928 conquistaria a prata na maratona olímpica em Amsterdã.
O Brasil foi campeão de polo aquático, basquetebol e tênis, com Ricardo Pernambuco no torneio de simples, já que a Argentina foi a campeã por equipes. No basquete, a equipe campeã, que tinha como base a equipe do Fluminense com cinco atletas, era formada por:
- Guardas - André Richer, José Valente, Salvador Calvente e Francisco Antunes
- Alas - Paulo Valente, Paulo Rodrigues, Zefrino Goulart e Rizzo Baptista
- Pivôs - Hugo Hamann e Oscar de Almeida
- Técnico: Fred Brown

Nas provas de natação, o atleta Jorge Mattos venceu todas as provas em que disputou: 100, 400, e 1.500 nado livre e no revezamento de 4 x 200 metros, tendo sido um dos grandes destaques destes jogos.
Na esgrima, o Brasil foi campeão nas provas de florete, com o tenente Oswaldo Rocha e no sabre, com o tenente Pelio Ramalho.
No boxe, argentinos e uruguaios fizeram 22 pontos, os chilenos 20 e os brasileiros apenas 4.
Provas de tiro
As provas de tiro de armas curtas foram realizadas no estande de tiro do Fluminense, construído em 1919, pelo Presidente Arnaldo Guinle e pelo seu diretor Dr Afrânio Costa. O Brasil venceu as duas provas de arma curta. Já a prova de fuzil de guerra foi realizada na Vila Militar e a Argentina venceu a prova de fuzil de guerra. Foram os seguintes, os resultados:
1. 25 M - Revólver de Guerra – 60 tiros:
1. 1º Tenente Guilherme Paraense: SCFR – 508 pontos.
2. 1º Tenente Antônio Ferraz da Silveira: FFC – 490 pontos.
3. Cunning: ARG – 490 pontos.
4. Sebastião Wolf: Tiro 4 – 448 pontos.

2. 50M - Pistola Livre – 60 tiros:
1. Sebastião Wolf: Tiro 4 – 483 pontos.
2. Afrânio da Costa: FFC – 481 pontos.
3. Cunning: ARG – 472 pontos.

3. 300M - Fuzil Militar - 3 Posições - 60 tiros:
1. Capitão Dilermando Cândido de Assis.

No total, foram sete as medalhas conquistadas, sendo 4 de ouro e 3 de prata, mas o Brasil acabou por não disputar essa modalidade posteriormente nos Jogos Olímpicos da França, em 1924, por questões orçamentárias e política.

## Ver Também
- Jogos Olímpicos Pan-Americanos de 1937